# Leggett (Californië)
Leggett is een plaats (census-designated place) in de Amerikaanse staat Californië die bestuurlijk onder Mendocino County valt. Het plaatsje bevindt zich aan de zuidelijke arm van de Eel River en ligt 27 km ten noordwesten van Laytonville. In Leggett staan enkele van de grootste kustmammoetbomen ter wereld. De Chandelier Tree in Leggett is een kustmammoetboom waar een twee meter hoog gat in gemaakt is zodat auto's eronderdoor kunnen rijden.
In Leggett is de noordelijke terminus van California State Route 1. De weg komt er samen met de U.S. Route 101.

## Demografie
Volgens de volkstelling van 2010 wonen er 122 mensen in Leggett.

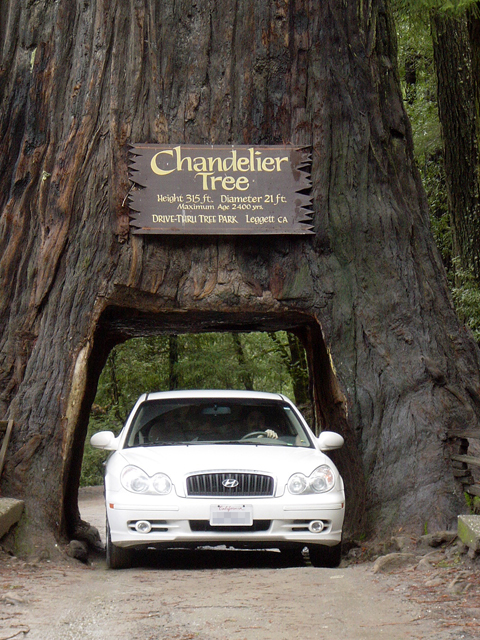
De Chandelier Tree in Leggett